# Lorena Clare Facio
Lorena Clare Facio (sinh ngày 30 tháng 6 năm 1943) là cựu Đệ nhất phu nhân của Costa Rica và là vợ của cựu Tổng thống Miguel Ángel Rodríguez Echeverría.

## Tiểu sử
Cô được sinh ra ở San José, Costa Rica vào ngày 30 tháng 6 năm 1943 với cha mẹ của mình là Manuel Emilio Clare và María Elena Facio. Cô là con gái duy nhất và có ba anh em. Cô kết thúc chương trình giáo dục trung học ở Colegio Nuestra Señora de Sión và rời Pháp trong một vài năm. Sau khi trở về Costa Rica, cô bắt đầu học song ngữ tại Trường Lincoln.
Cô được biết đến là một vận động viên thể thao lành nghề và đại diện cho Costa Rica trong trang phục tại Đại hội Thể thao Pan American 1983.
Cô kết hôn với Miguel Ángel Rodríguez vào ngày 14 tháng 12 năm 1962 mặc dù cô đã gặp anh khi còn là một thiếu niên tại một bữa tiệc ở Barrio Aranjuez. Họ có ba đứa con: Miguel Alberto, Andrés và Ana Elena.
Trong thời gian làm Đệ nhất phu nhân, bà ủng hộ các dự án vì lợi ích của người già và bệnh nhân ung thư, và là chủ tịch của Nhà Thanh niên Martín. Cô là một phần của Văn phòng Kế hoạch Đảng Thống nhất Kitô giáo.
Cô là Đệ nhất phu nhân cuối cùng của thế kỷ 20 của Costa Rica.